# 苻覿
苻覿（?—?），中國五胡十六國時代人物，前秦开国皇帝苻健的第四子。
前秦皇始元年（351年）正月二十日，苻健即天王、大单于位，立国号为大秦，改年号为皇始，封苻覿为长乐公。次年，苻覿进封长乐王。苻覿的三哥苻生被废，苻坚称天王，苻覿降为长乐公。他的七弟淮阳公苻腾、八弟晋公苻柳、十弟魏公苻廋、十一弟燕公苻武、十二弟赵公苻幼先后反对苻坚而被杀，史书没有记载苻覿以后的事迹。史书记载364年苻腾败亡时，苻生的弟弟中尚有苻方、苻柳、苻廋、苻武、苻幼五人在世，可见苻覿已不在人世。